# Canon EOS 6D
Canon EOS 6D — компактна 20.2-мегапіксельна однооб’єктивна цифрова дзеркальна фотокамера з повнокадровим сенсором. Добре підходить для портретної зйомки та подорожей, забезпечує суворий контроль за глибиною різкості та великий вибір ширококутних об’єктивів серії EF. Камера анонсована 17 вересня 2012, за день до початку виставки Photokina. Продаж почався пізніше в листопаді 2012 року Рекомендована ціна 2 099 доларів. Вважається одним з найдоступніших повнокадрових фотоапаратів, що мають сучасну функціональність та світлочутливість.
Фотоапарат обладнано повнокадровою CMOS-матрицею з ефективною роздільною здатністю 20.2 млн пікселів і дозволяє використовувати призначені для матриць такого розміру об'єктиви EF. У порівнянні з іншою повнокадровою камерою Canon EOS 5D Mark III, що з'явилась кількома місяцями раніше, Canon EOS 6D обладнано спрощеною 11-точковою системою автофокусування з центральною точкою хрестового типу з чутливістю до -3 EV, видошукачем з неповним відображенням кадру — 97% (на противагу до 98% у 5D Mark II і 100% покриття у 5D Mark III), меншою роздільною здатністю (20 мегапікселів замість 22) і меншою швидкістю знімання — 4.5 кадрів в секунду замість 6. І має тільки один роз'єм для карт пам'яті — Secure Digital.
Canon EOS 6D випускається у двох модифікаціях:
- WG — з вбудованим Wi-Fi-адаптером і GPS-модулем;
- N  — без Wi-Fi і GPS.